# Mermolja
Merlmolja je priimek več znanih Slovencev:
- Ace Mermolja (* 1951), pesnik in publicist
- Frančišek Mermolja (1879—1966), učitelj in narodni delavec
- Igor Mermolja, pevec
- Ivan Mermolja (1875—1943), politik
- Lambert Mermolja (1894—1978), zobozdravnik in politik
- Milivoj Mermolja (*1932), biolog, citolog, klinični patolog
- Mirko Mermolja (1906—?),  gospodarski strokovnjak, diplomat, ...